# Gestió documental
La gestió documental és el conjunt d'operacions i tècniques relatives a la concepció, el desenvolupament, la implantació i l'avaluació dels sistemes administratius necessaris, des de la creació dels documents fins a la seva destrucció o transferència a l'arxiu, per tal de garantir l'eficàcia i l'eficiència en la gestió administrativa.

## Definicions de Gestió documental
La gestió documental ha estat tractada de diferent manera al llarg de la història i en funció de molts factors. Els diversos estudis fets entorn de l'evolució dels sistemes de gestió documental ens permeten constatar que fa uns 7.000 anys, en temps de la civilització sumèria, ja es mostrava una certa preocupació entorn del tema.
Tot i així, no serà fins a mitjan segle XX quan la tradició arxivística dels països anglosaxons posin sobre la taula els principis de l'anomenat Records Management, que inauguraran un període de debat extens i productiu sobre el tractament de la documentació. Aquest sistema prioritza la documentació administrativa com a àrea exclusiva a tenir en compte, oblidant la documentació anomenada històrica. Amb el temps es pretén una gestió integral dels documents, entenent que si són gestionats correctament en el moment de la seva generació, i aquests en algun moment esdevenen d'interès històric, es donarà una continuïtat en el tractament dels documents al llarg de tota la seva existència. La idea de tractar la documentació d'una manera integral està pràcticament acceptada arreu. No existeix una funció documental administrativa i una altra d'històrica. Carol Couture i C. Pétillat ho han anomenat arxivística integrada i engloba el tractament de la documentació des dels seus orígens en el procés administratiu fins a la seva conservació definitiva, fet que aglutina el cicle de vida dels documents.
El Diccionari de terminologia lingüística del Consell Internacional d'Arxius (CIA) defineix la gestió de documents com "un aspecte de l'administració general relacionat amb la recerca de l'economia i l'eficàcia en la producció, el manteniment, l'ús i la destinació final dels documents".
La norma ISO 15489-1 defineix la gestió documental com "l'àrea de gestió que és responsable de controlar de manera eficient i sistemàtica la creació, la recepció, el manteniment, la utilització i la disposició dels documents; els processos que serveixen per a incorporar i mantenir en forma de documents tant la prova com la informació de les activitats i les operacions del negoci".
El Diccionari de Terminologia Arxivística del Ministeri de Cultura d'Espanya denomina el Sistema de Gestió Documental com "tractament de documents administratius", i el defineix com "el conjunt de procediments o operacions tècniques que, basades en l'estudi i l'anàlisi de la producció, tramitació, utilització i informació continguda en els documents, té com a resultat l'establiment de normes sobre les transferències, l'eliminació i/o conservació permanent, i accessibilitat de les sèries documentals".
La Llei 10/2001, de 13 de juliol d'arxius i documents (art. 2) descriu un sistema de gestió documental com "el conjunt d'operacions i de tècniques integrades en la gestió administrativa general, basades en l'anàlisi de la producció, la tramitació i els valors dels documents que es destinen a la planificació, el control, l'ús, la conservació i l'eliminació o la transferència dels documents a un arxiu, amb l'objectiu de racionalitzar-ne i unificar-ne el tractament i aconseguir-ne una gestió eficaç i rendible".

## Implantació d'un SGD
Els beneficis d'incorporar un bon sistema de gestió documental es fan palesos tant al conjunt de l'administració pública com de l'empresa privada. Parlem de beneficis econòmics, ja que facilita la identificació, la quantificació i la disposició dels documents permetent economitzar en recursos materials i humans. La gestió integral eficaç ens porta a una millor organització i gestió de la informació, encaminada a optimitzar novament recursos humans i tecnològics i a permetre un accés més democràtic a la informació, assentant els principis bàsics entorn dels drets humans.
La norma internacional ISO 15489:2001 estableix una sèrie de principis sobre els que s'assentarien els programes de gestió dels documents, entenent que aquests són creats, rebuts i utilitzats per les organitzacions en l'exercici de les seves activitats. Per tant, els documents han de ser autèntics, fidedignes i utilitzables alhora que han de ser conservats íntegrament. Per aconseguir-ho les organitzacions han d'establir i dur a terme un programa de gestió de documents que inclogui els següents principis:
1. Determinar els documents que han de ser creats en cada procés i quina informació és necessària que sigui recollida.
2. Decidir la forma i l'estructura amb la qual els documents han de ser creats i capturats i les tecnologies aplicables.
3. Determinar les metadades que s'han de crear amb cada document i en els processos documentals, i com han de ser vinculats i gestionats de forma constant.
4. Determinar els requisits per a la recuperació, ús i transmissió dels documents entre processos i altres usuaris, i establir durant quant temps cal mantenir-los per a satisfer aquests requisits.
5. Decidir com organitzar els documents per tal de satisfer els requisits del seu ús.
6. Valorar els riscos d'error per als documents vitals de cada activitat.
7. Conservar els documents i fer-los accessibles en tot moment, per complir els requisits de l'organització i les expectatives de la col·lectivitat.
8. Complir els requisits legals i reglamentaris, les normes i les polítiques organitzatives aplicables.
9. Assegurar la conservació dels documents en entorns segurs.
10. Assegurar la retenció dels documents sempre que aquests siguin necessaris.
11. Identificar i avaluar les oportunitats de proporcionar eficàcia, eficiència o qualitat en els processos, les decisions i les accions resultants d'una millor creació o gestió dels documents.

### Planificació
L'apartat 8 de la norma ISO 15489-1:2001 descriu les característiques fonamentals dels sistemes de gestió documental i estableix un marc per a la seva implantació que inclou persones, processos eines i tecnologia. En aquest sentit cal recollir aspectes sobre els punts següents:
1. L'establiment de polítiques integrades i estàndards.
2. L'assignació de competències i responsabilitats.
3. La promulgació de procediments i directrius.
4. La integració de la gestió documental en els sistemes i els processos de negoci.
5. L'establiment de mecanismes de control i qualitat.

### Objectius
1. Contribuir a la millora dels processos administratius.
2. Garantir que es creïn, capturin i gestionin documents adequats.
3. Garantir la preservació i la conservació dels fons documentals i la informació que contenen. La persona que fa d'arxiver vetlla per les demandes dels usuaris d'avui i els de demà, garantint la correcta conservació del patrimoni documental.
4. Garantir l'accés a la informació i els documents de manera més efectiva, eficaç i ràpida.
5. Afavorir els principis de publicitat, transparència administrativa i democratització de la informació.
6. Preservar els drets de les persones, la seva privacitat i la seva propietat intel·lectual.
7. Garantir que l'estructura de l'SGD actuï en benefici de la racionalització de l'administració, de l'organització i dels principis bàsics competencials i d'existència de l'organització on s'implanti.
8. Integrar el servei d'arxiu en l'estructura administrativa i participar en tot el seu desenvolupament.

### Declaració de política
Cada organització defineix i documenta les seves polítiques de gestió documental per garantir-ne la implantació i el manteniment a tots els nivells de l'organització.
Una declaració de política no és més que una declaració d'intencions. Això no garanteix per si mateix una bona gestió documental. Les organitzacions hauran de proporcionar els recursos necessaris per a la seva implantació i garantir que la política de gestió documental s'adopti, i també que rebi el suport del rang més alt en la presa de decisions.
Per aconseguir-ho, la declaració d'aquesta política anirà acompanyada de procediments, directrius, plans estratègics i altres documents que en conjunt formen el règim de gestió documental.

### Responsabilitats i autoritats dins l'organització
L'apartat 2.3.2 de l'ISO/TR15489-2:2001 estableix que les organitzacions hauran de definir quines són les autoritats i el repartiment de responsabilitats entre tots els treballadors. Tot el personal de l'organització ha de saber en tot moment quines són les seves responsabilitats respecte de la gestió documental, incorporades de manera senzilla en les tasques quotidianes, amb uns procediments i unes directrius clarament establertes.

### La integració dels sistemes
El model català ha basat el seu sistema en la interacció integrada dels sistemes clau:
Sistema de captura: és el procés en el qual es determina la necessitat de crear i mantenir un document. L'arxiver té un paper actiu en la planificació, la creació, la recepció i el registre dels documents i també en l'estudi i el disseny dels circuits documentals.
Sistema de classificació: cal disposar d'un sistema de classificació únic que permeti estructurar de manera jeràrquica i vinculada el conjunt dels documents que ha produït l'organització i que produeixi successivament.
Els documents produïts o rebuts per un organisme sempre s'identifiquen amb els assumptes per als quals han estat creats, agrupats en els expedients o dossiers corresponents.
Sistema de disposició: permetrà determinar la durada i el suport de conservació de tots els documents en estat actiu i semiactiu, i indicarà quins documents indicatius s'han de conservar de manera permanent o quins es poden eliminar atès que no han assolit el valor secundari.
Sistema de descripció i recuperació: ens permet la descripció de tots els nivells possibles de classificació de la documentació jeràrquicament organitzada, i de tots els documents integrats dins el sistema al llarg dels diferents estadis del seu cicle de vida.

## La gestió dels documents electrònics
La gestió electrònica de documents s'entén com l'aplicació de noves tecnologies per a l'administració de documents de qualsevol format.
D'altra banda, la Gestió de documents electrònics posa èmfasis a la naturalesa pròpia dels documents creats, utilitzats i conservats en entorns tecnològics (J. R. Cruz Mundet, 2003-2, 4-10).
Segons aquesta última definició i tenint en compte que es tracta d'un tema que s'ha incorporat a la gestió documental per la via de fet, és a dir, que primer ha aparegut el document electrònic i després s'ha intentat resoldre la seva gestió, José Ramón Cruz Mundet proposa diverses intervencions a nivell de gestió documental:
1. Intervenció en la fase de disseny per tal de garantir la incorporació de requisits arxivístics: fiabilitat, autenticitat, integritat, accessibilitat, descripció, selecció o valoració.
2. Intervenció en la fase d'utilització per tal de garantir quan sigui necessari la interconnexió d'uns documents amb d'altres respectant el lloc i l'ordre que els correspon en el procediment. La interrelació amb els documents no electrònics a través de la classificació o integrant-los en sistemes híbrids. La transferència a servidors destinats a la conservació perpètua i garantint la seva autenticitat.
3. Intervenció en la fase de conservació. Per tal de garantir la seva autenticitat caldrà migrar-los, és a dir, transferir-los de manera periòdica entre configuracions o generacions tecnològiques.

Així doncs, a nivell de gestió documental ha de garantir el control de la informació durant tot el cicle de vida del document.

A nivell tecnològic cal tenir en compte que la majoria d'organitzacions tenen dues funcions relacionades, la Electronic Document Management i la Electronic Records Management, que poden reunir-se en un mateix paquet d'aplicacions informàtiques i es fan càrrec de la gestió de la informació electrònica de dues formes diferents, però complementàries:
Records són peces d'informació registrada que proporcionen proves relatives a les activitats (Control administratiu- Emmagatzemant físic-Quadre de classificació-Conservació-Requisits legals i reglamentaris-Mitjans d'emmagatzament-integració de les sèries)
Documents són registres coherents d'informació significativa per als usuaris rellevants (Ús operacional-Workflow- Indexació- Revisió i control de versió-Necessitats operacionals-Peces individuals) 
Un sistema de Electronic Records Management (gestió de documents electrònics) ha de complir uns requisits per tal d'assegurar en última instància l'autenticitat dels documents i la fiabilitat del sistema en què han estat gestionats. Per això és important que es tinguin en compte les necessitats en el moment previ a establir un sistema de gestió i conservació.
Existeixen diverses normes o requeriments, entre les quals destaquen dues:
Als Estats Units d'Amèrica existeix la norma DOD5015 "Design Criteria Standard for Electronic Records Management Software Applicatios" com una aplicació del Ministeri de Defensa, actualment aplicada arreu del país i a part del món.
En l'àmbit de la Unió Europea trobem el conegut MoReq, Model de Requisits per la Gestió de Documents Electrònics, creat el 2001 i que compta amb una segona edició actualitzada el 2008.

## Normes
- UNE-ISO 15489-1:2006. Informació i documentació. Gestió documental. Part 1: Consideracions generals (ISO 15489-1:2001)

- UNE-ISO/TR 15489-2:2006. Informació i documentació. Gestió documental. Part 2: Directrius (ISO/TR 15489-2:2001)

- ISO 19005-1:2005. Document management- Electronic document file format for longterm preservation- Part 1: Use of PDF 1.4 (PDF/A-1)

- ISO 23081-1:2006. Information and documentation- Recods management processes- Metadata for records- Part 1: Principles.

- ISO/TS 23081-2:2007. Information and documentation- Recods management processes- Metadata for records- Part 2: Conceptual and implementation issues.

- ISO 30300:2011. Informació i documentació. Sistemes de gestió per als documents. Fonaments i vocabulari.

- ISO 30301:2011. Informació i documentació. Sistemes de gestió per als documents. Requisits.